# Division 2 1945/46
Die Division 2 1945/46 war die siebte Austragung der zweithöchsten französischen Fußballliga. Ein Zweitligameister wurde nicht ermittelt.

## Vereine
Nachdem während des Weltkriegs keine offiziellen Meisterschaften ausgetragen worden waren, zeigte sich der zuständige Verband FFF nach der Befreiung des Landes sowohl hinsichtlich der Teilnahmeberechtigung als auch in Bezug auf den Austragungsmodus der Division 2 flexibel. Von den 20 Vereinen, die sich im Sommer 1939 für diese Liga qualifiziert hatten, waren zwei (Stade Reims und Girondins Bordeaux) zusammen mit den damaligen Aufsteigern Red Star und Stade Rennes UC 1945 zusätzlich in die erste Division aufgenommen worden; mehrere andere waren eine Fusion eingegangen, hatten sich aufgelöst oder das Kapitel Professionalismus zumindest einstweilen beendet. So traten zu dieser Spielzeit nur noch zwölf Berechtigte einschließlich eines der beiden Erstligaabsteiger an; dazu kamen 16 neue Teams.
Diese 28 wurden in zwei regionale Gruppen statt der bisherigen Eingleisigkeit (poule unique) eingeteilt:
Gruppe Nord
- 6 Mannschaften, die die Saison 1939/40 hätten bestreiten sollen: US Valenciennes-Anzin, FC Nancy, SR Colmar, FC Mulhouse, CA Paris, AS Troyes-Savinienne
- 8 Neulinge: SA Douai, AC Amiens, Stade Français Paris, Racing Franc-Comtois Besançon, US Le Mans, FC Nantes, SCO Angers, AS des Charentes Angoulême

Gruppe Süd
- 6 Mannschaften, die die Saison 1939/40 hätten bestreiten sollen: Toulouse FC, SO Montpellier, Olympique Alès, Olympique Nîmes, Absteiger Olympique Antibes-Juan-les-Pins, OGC Nizza
- 8 Neulinge: FC Grenoble, SC Vichy, Stade Clermont, ES Aiglons Brive, USA Perpignan, AS Béziers, AS Avignon, SC Toulon

Einen direkten Auf- und Abstieg in Abhängigkeit vom sportlich erzielten Ergebnis hatte es bisher lediglich zwischen erster und zweiter Profi-Division gegeben. Hingegen konnte ein Zweitdivisionär nur dann absteigen, wenn er seine Lizenz abgab oder sie ihm entzogen wurde, und ebenso konnten bisherige Amateurmannschaften aus der dritthöchsten Spielklasse nur dann zur folgenden Saison in die Division 2 aufsteigen, wenn sie vom Verband die Genehmigung erhielten, professionellen Status anzunehmen. Dies änderte sich 1945/46 insofern, als die jeweiligen Gruppenletzten in die dritte Liga absteigen mussten.

## Saisonverlauf
Jede Mannschaft trug gegen jeden Gruppengegner ein Hin- und ein Rückspiel aus, einmal vor eigenem Publikum und einmal auswärts. Es galt die Zwei-Punkte-Regel; bei Punktgleichheit gab das Torverhältnis den Ausschlag für die Platzierung. In Frankreich wird bei der Angabe des Punktverhältnisses ausschließlich die Zahl der Pluspunkte genannt; hier geschieht dies in der in Deutschland zu Zeiten der 2-Punkte-Regel üblichen Notation.
In beiden Staffeln hatte sich relativ frühzeitig herausgeschält, wer am Saisonende die beiden Aufstiegsplätze belegen würde. Insbesondere Nancy, das in seiner Gruppe über die sicherste Abwehr und den durchschlagskräftigsten Angriff verfügte, war seinen Konkurrenten vorzeitig enteilt; aber auch die drei anderen Aufsteiger wiesen am Ende sieben Punkte Vorsprung auf den jeweiligen Drittplatzierten auf. Spannend war es dabei bis zuletzt lediglich im Kampf um den ersten Rang in der Südgruppe, für den letztlich nur das Torverhältnis den Ausschlag zwischen Montpellier (beste Abwehr beider Staffeln) und Toulouse (bester Angriff beider Staffeln) gab.
Höchst unterschiedlich zwischen den beiden Gruppen war allerdings die Spielstärke der Neu-Profimannschaften. Während diese im Süden geschlossen acht der neun letzten Tabellenplätze belegten – zwischen sie hatte sich lediglich der Erstligaabsteiger von 1939, Antibes, geschoben –, rangierten im Norden vier Neulinge in der oberen Tabellenhälfte, und mit Stade Français stieg einer von ihnen sogar direkt in Frankreichs „fußballerisches Oberhaus“ auf. Außerdem gab es auch nur in der Südgruppe zwei Mannschaften, die im Kampf gegen den Abstieg sehr weit abgeschlagen endeten, wobei Brive über die gesamte Spielzeit sieglos blieb. Im Norden hingegen stand erst nach dem vorletzten Spieltag fest, dass Mulhouse diejenige von fünf Mannschaften war, die in die dritte Liga würde absteigen müssen.
In den 364 Begegnungen beider Gruppen wurden 1.388 Treffer erzielt, was einem Mittelwert von 3,8 Toren je Spiel entspricht; dabei waren die Angreifer aus der Süd-Staffel (3,96 Treffer) torgefährlicher als ihre Konkurrenten aus dem Landesnorden (3,67). Die Torjägerkrone gewann Guy Campiglia aus Angers mit 27 Toren.
Nach Saisonende gaben Grenoble und Vichy den Profistatus wieder auf. Zur folgenden Spielzeit kamen aus der Division 1 die Absteiger FC Sochaux und Lyon OU hinzu; neue Lizenzen an Amateurvereine wurden nicht erteilt, so dass die zweite Liga dann mit 22 Teams – und das wieder in einer Gruppe – spielte.

## Abschlusstabelle
| Pl. | Verein                   | Sp. | S  | U | N  | Tore    | Quote | Punkte |
| --- | ------------------------ | --- | -- | - | -- | ------- | ----- | ------ |
| 1.  | FC Nancy                 | 26  | 22 | 2 | 2  | 084:280 | 3,00  | 46:60  |
| 2.  | Stade Français Paris (N) | 26  | 18 | 4 | 4  | 064:310 | 2,06  | 40:12  |
| 3.  | SCO Angers (N)           | 26  | 15 | 3 | 8  | 047:420 | 1,12  | 33:19  |
| 4.  | AS Charentes Angoulême   | 26  | 12 | 4 | 10 | 045:370 | 1,22  | 28:24  |
| 5.  | FC Nantes (N)            | 26  | 11 | 4 | 11 | 047:430 | 1,09  | 26:26  |
| 6.  | SR Colmar                | 26  | 10 | 6 | 10 | 051:510 | 1,00  | 26:26  |
| 7.  | US Valenciennes-Anzin    | 26  | 10 | 5 | 11 | 047:440 | 1,07  | 25:27  |
| 8.  | CA Paris                 | 26  | 11 | 2 | 13 | 048:520 | 0,92  | 24:28  |
| 9.  | Racing FC Besançon (N)   | 26  | 10 | 3 | 13 | 047:520 | 0,90  | 23:29  |
| 10. | AC Amiens (N)            | 26  | 8  | 4 | 14 | 040:490 | 0,82  | 20:32  |
| 11. | US Le Mans (N)           | 26  | 7  | 5 | 14 | 035:470 | 0,74  | 19:33  |
| 12. | SA Douai (N)             | 26  | 7  | 5 | 14 | 039:640 | 0,61  | 19:33  |
| 13. | AS Troyes-Savinienne     | 26  | 6  | 7 | 13 | 035:610 | 0,57  | 19:33  |
| 14. | FC Mulhouse              | 26  | 6  | 4 | 16 | 039:670 | 0,58  | 16:36  |

| (N) | Neuaufsteiger |

| Pl. | Verein                           | Sp. | S  | U | N  | Tore    | Diff. | Punkte |
| --- | -------------------------------- | --- | -- | - | -- | ------- | ----- | ------ |
| 1.  | SO Montpellier                   | 26  | 20 | 2 | 4  | 064:210 | 3,05  | 42:10  |
| 2.  | Toulouse FC                      | 26  | 19 | 4 | 3  | 088:320 | 2,75  | 42:10  |
| 3.  | Olympique Alès                   | 26  | 14 | 7 | 5  | 060:350 | 1,71  | 35:17  |
| 4.  | Olympique Nîmes                  | 26  | 17 | 0 | 9  | 069:460 | 1,50  | 34:18  |
| 5.  | OGC Nizza                        | 26  | 12 | 5 | 9  | 046:360 | 1,28  | 29:23  |
| 6.  | Stade Clermont (N)               | 26  | 11 | 6 | 9  | 052:450 | 1,16  | 28:24  |
| 7.  | AS Avignon (N)                   | 26  | 11 | 5 | 10 | 062:450 | 1,38  | 27:25  |
| 8.  | FC Grenoble (N)                  | 26  | 11 | 5 | 10 | 052:530 | 0,98  | 27:25  |
| 9.  | Olymp. Antibes Juan-les-Pins (A) | 26  | 9  | 6 | 11 | 036:510 | 0,71  | 24:28  |
| 10. | SC Toulon (N)                    | 26  | 10 | 2 | 14 | 052:500 | 1,04  | 22:30  |
| 11. | USA Perpignan (N)                | 26  | 10 | 2 | 14 | 038:610 | 0,62  | 22:30  |
| 12. | SC Vichy (N)                     | 26  | 8  | 3 | 15 | 056:760 | 0,74  | 19:33  |
| 13. | AS Béziers (N)                   | 26  | 2  | 4 | 20 | 018:920 | 0,20  | 08:44  |
| 14. | ES Aiglons Brive (N)             | 26  | 0  | 5 | 21 | 027:770 | 0,35  | 05:47  |

| (A) | Absteiger aus der Division 1 1938/39 |
| (N) | Neuaufsteiger                        |